# 拉邁蟾口鮟鱇
拉邁蟾口鮟鱇，為輻鰭魚綱鮟鱇目棘茄魚亞目夢角鮟鱇科的其中一種。分布於全球各大洋熱帶及亞熱帶海域，屬深海魚類，體長可達9.6公分。